# Antanamitarana

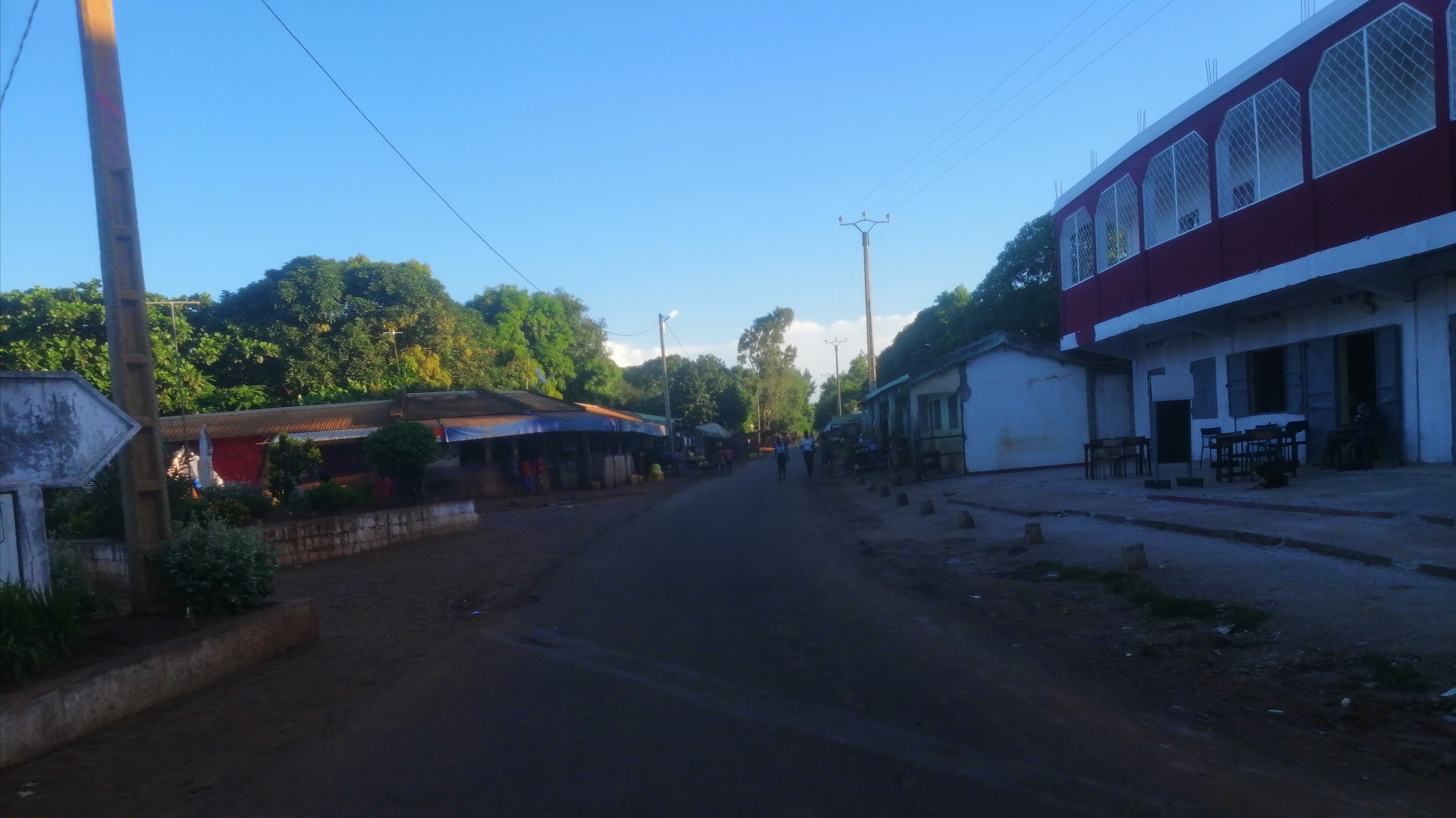
croisement Joffre ville-Antanamitarana Antsiranana II

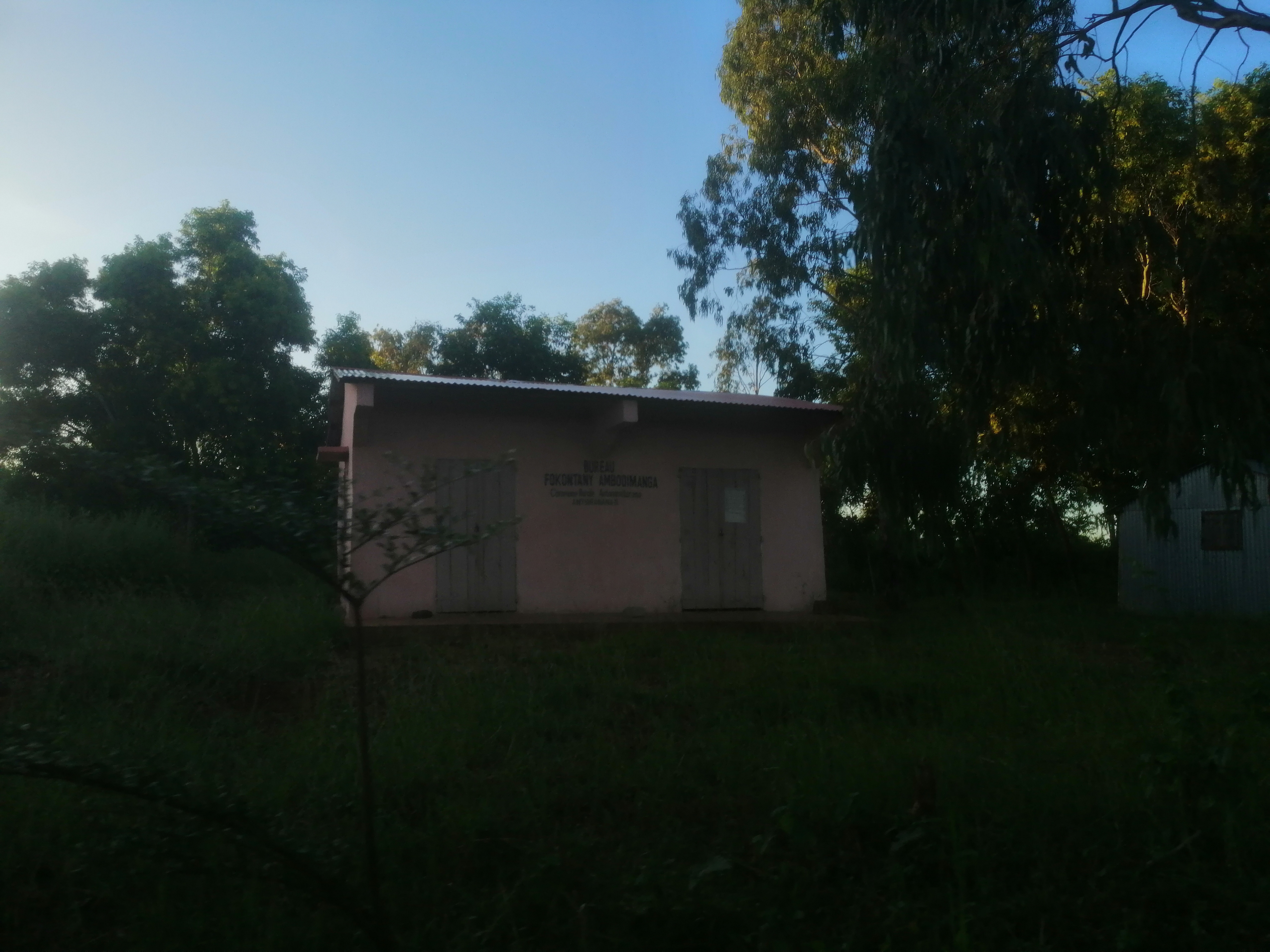
bureau Fokontany Ambodimanga-Antanamitrana-Antsiranana II

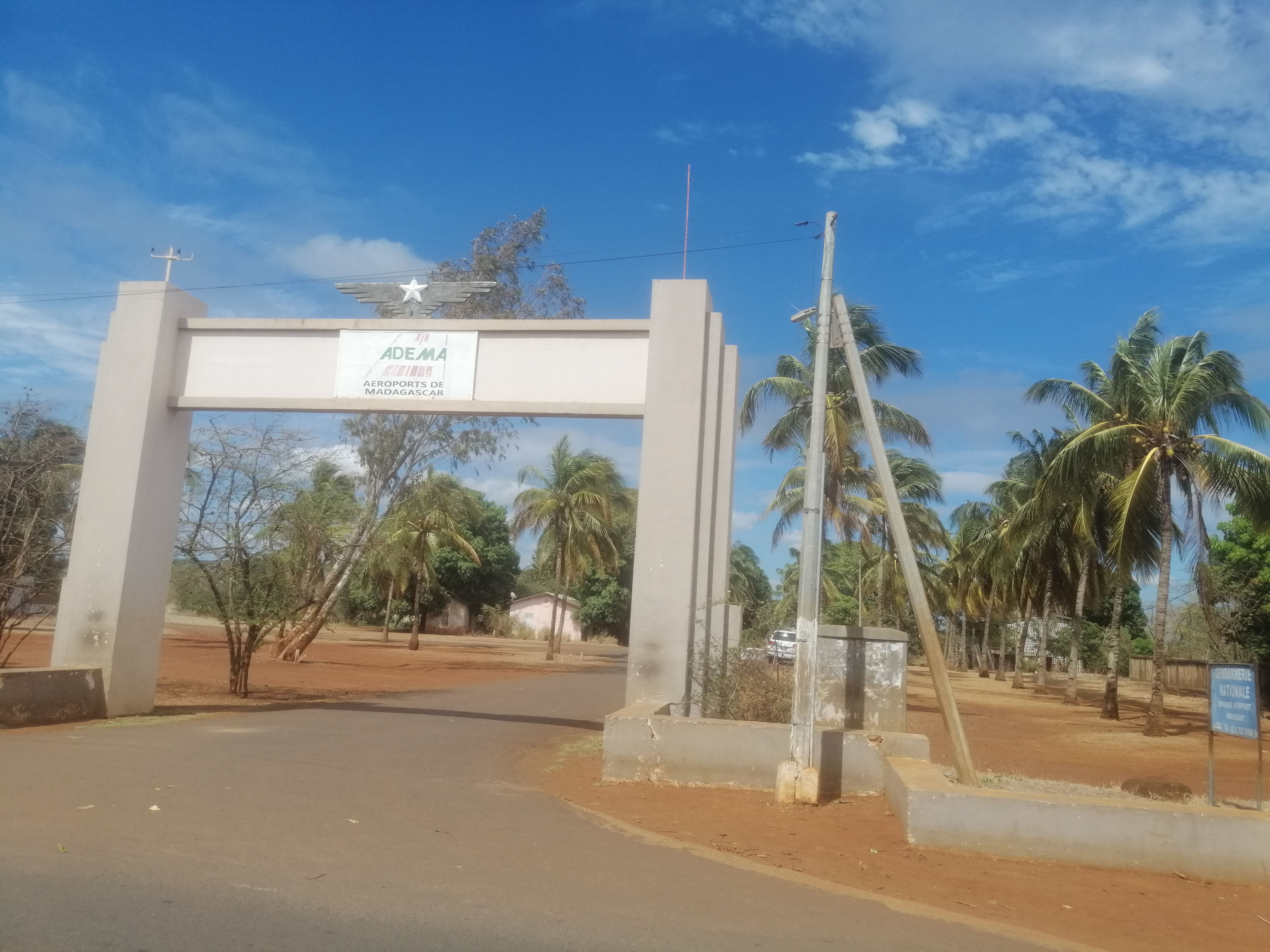
AEROPORT ARRACHART

Antanamitarana est une commune rurale malgache du district d'Antsiranana II, appartenant à la région de Diana, dans la province de Diego-Suarez. Elle constitue la porte d'entrée de la ville d'Antsiranana par voie terrestre, du fait qu'elle est la ville limitrophe qui sépare Antsiranana I (la ville) et Antsiranana II (la campagne). On peut dire qu'elle est également la porte d'entrée par voie aérienne, car c'est précisément à Antanamitarana que se trouve l'aéroport d'Arrachard.
Code Postal 202.

## Histoire
Antanamitarana est créée en 2002, elle est administrativement inscrite dans la région de Diana et attachée au district d'Antsiranana II. Depuis 2009, elle est membre de l'Association des communes du pôle urbain de Diego-Suarez.

## Géographie
La commune rurale d'Antanamitarana compte, en 2001, 6 227 habitants, elle est délimitée au nord par la commune urbaine d'Antsiranana (Fokontany Manongalaza, Namakia, Scama), à l'ouest par le fokontany Antongombato de la commune d'Antsahampano, à l'est par la commune de Ramena et au sud par le fokontany Sakaramy et Ankazomibaboko de la commune de Sakaramy. C'est  une commune où la population est sensibilisée au paiement de l'impôt. Elle est bien notée dans l' indice de gouvernance local en 2015.

## Économie
L'économie d'Antanamitarana est basée sur l'agriculture (riz, manioc, maïs, arachide), l'élevage (bovin, porcin, volailles), l'artisanat (concasseur, menuiserie, couture, pâtisserie) et l'industrie (VITA FOAM, AQUA FOOD…).
En tant qu'infrastructure publique, Antanamitarana est dotée de quatre écoles primaires, d'un collège d'Enseignement Géneral (2014) et d'un lycée public (2012). Elle dispose aussi d'un centre de santé de base.

## Galerie

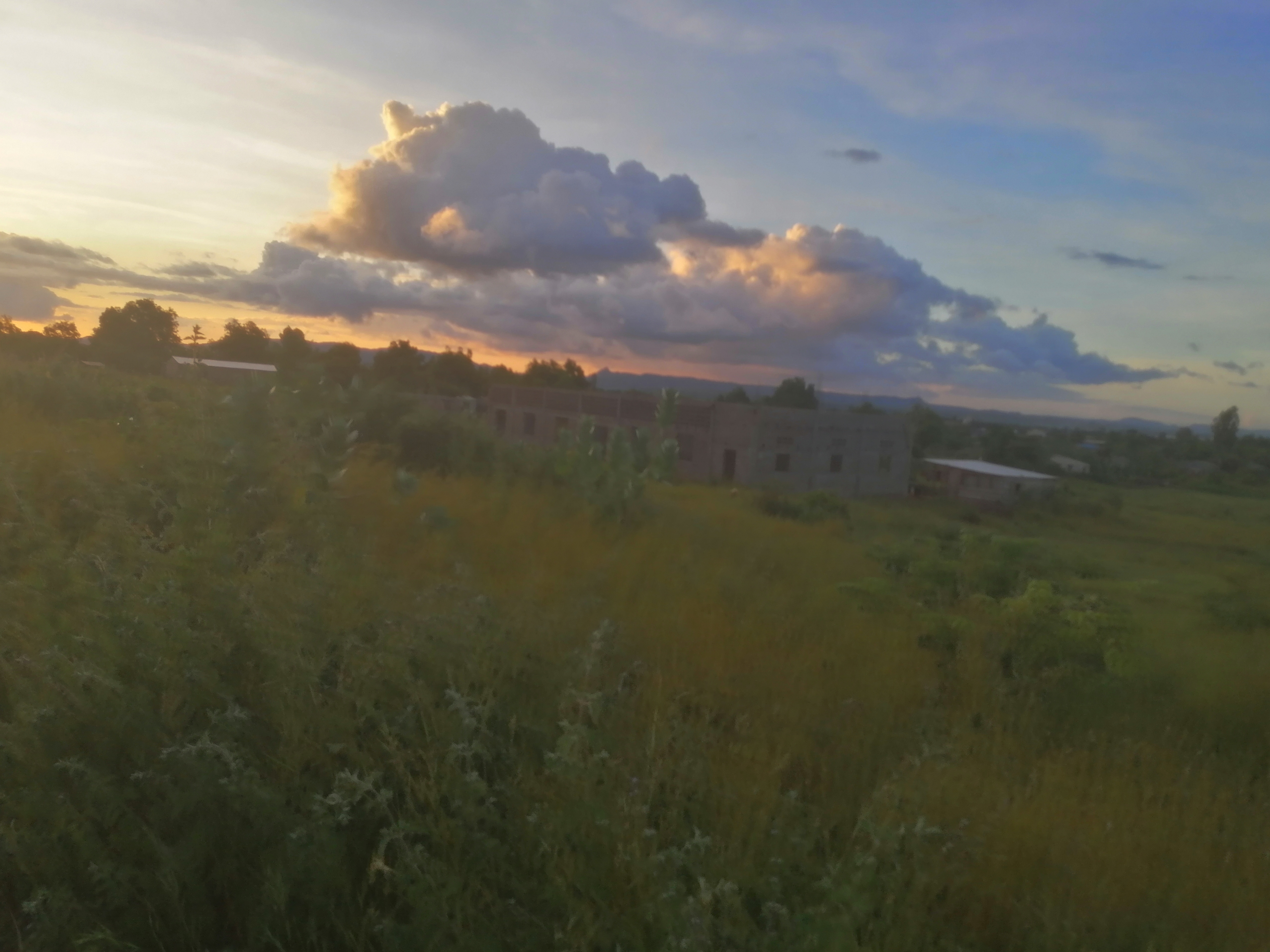
Coucher de soleil à Maromagniry-Antsiranana II
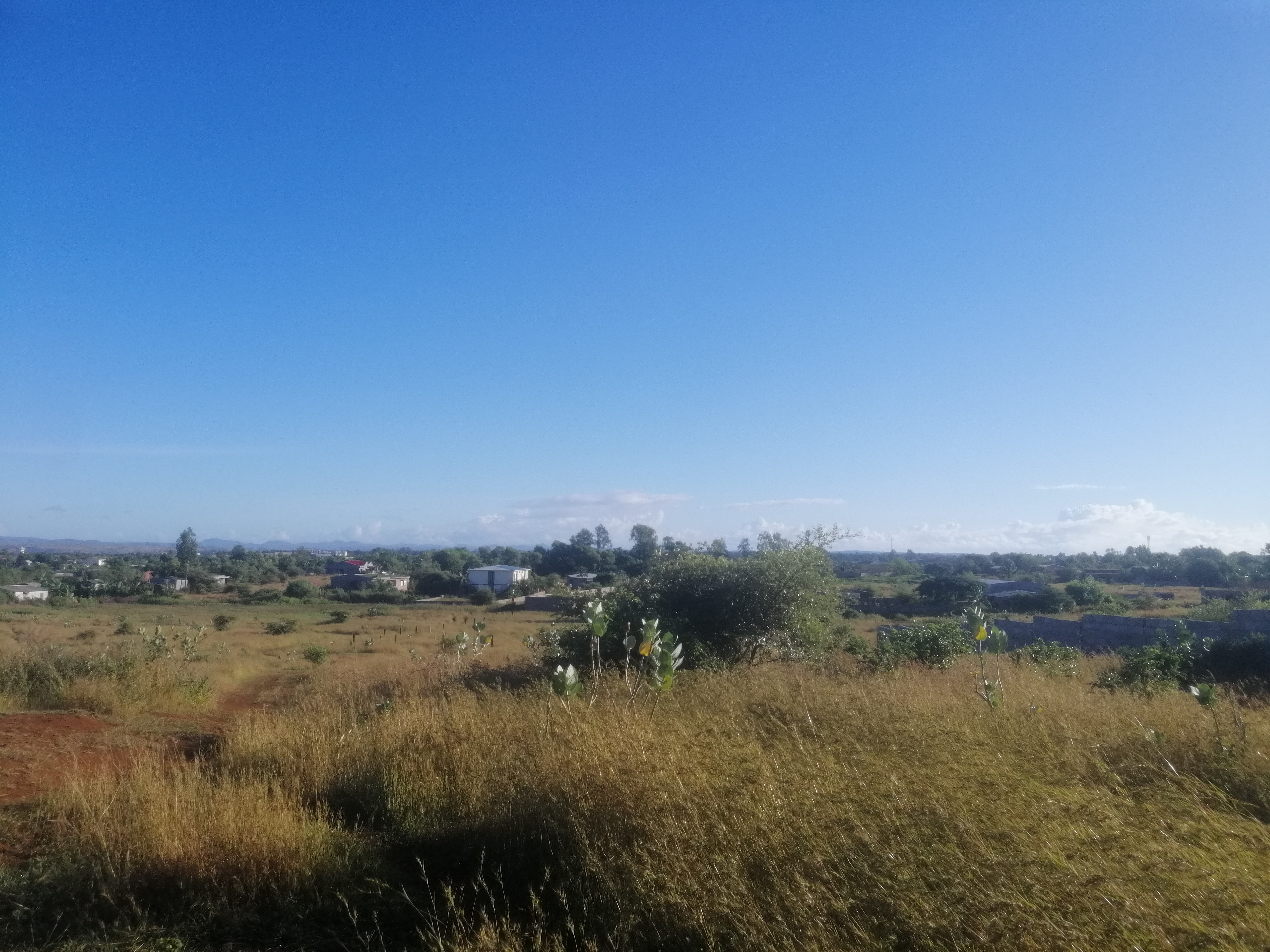
Partie Ouest du Fokontany Maromagniry.
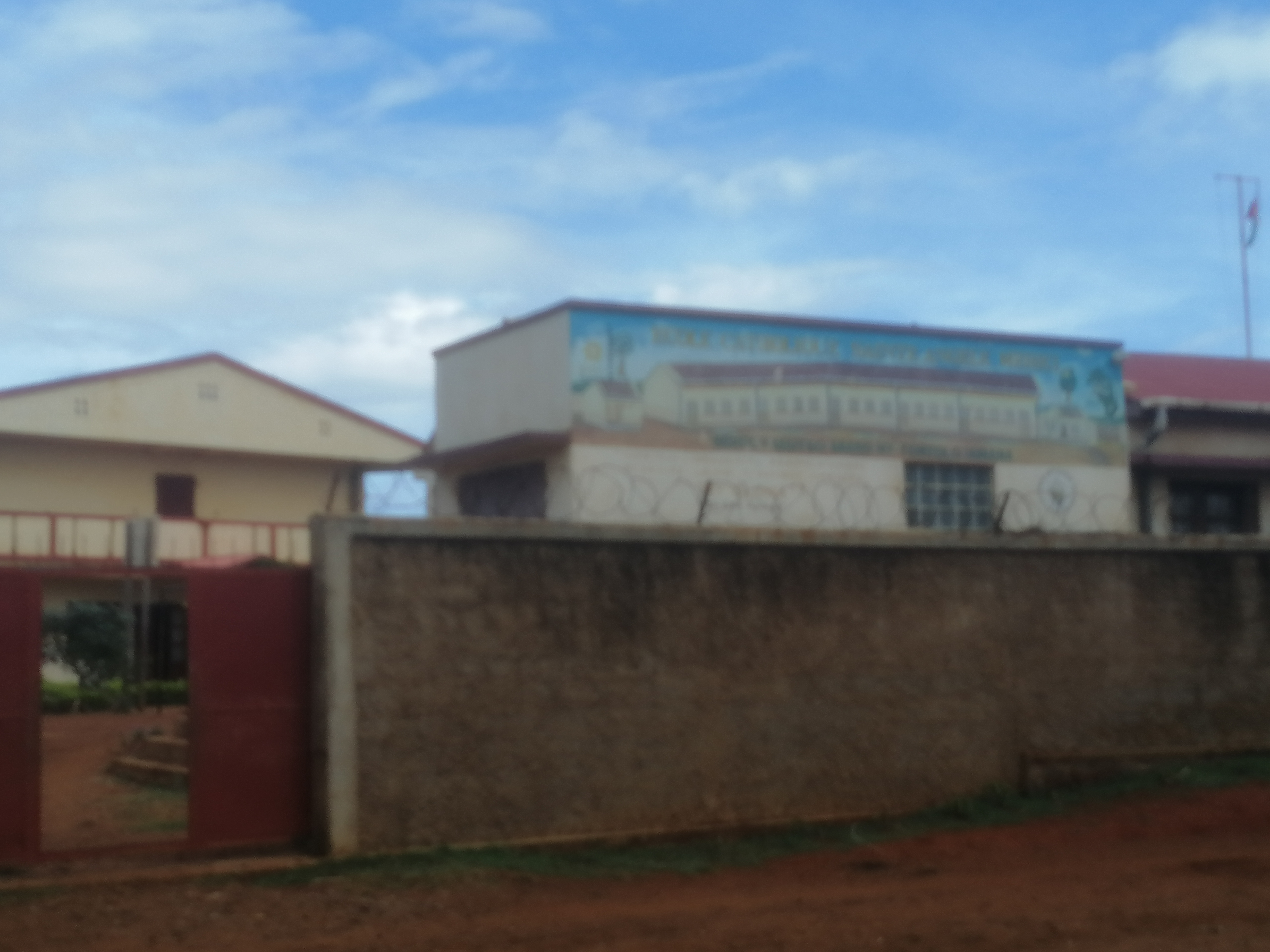
École catholique de Maromagniry.
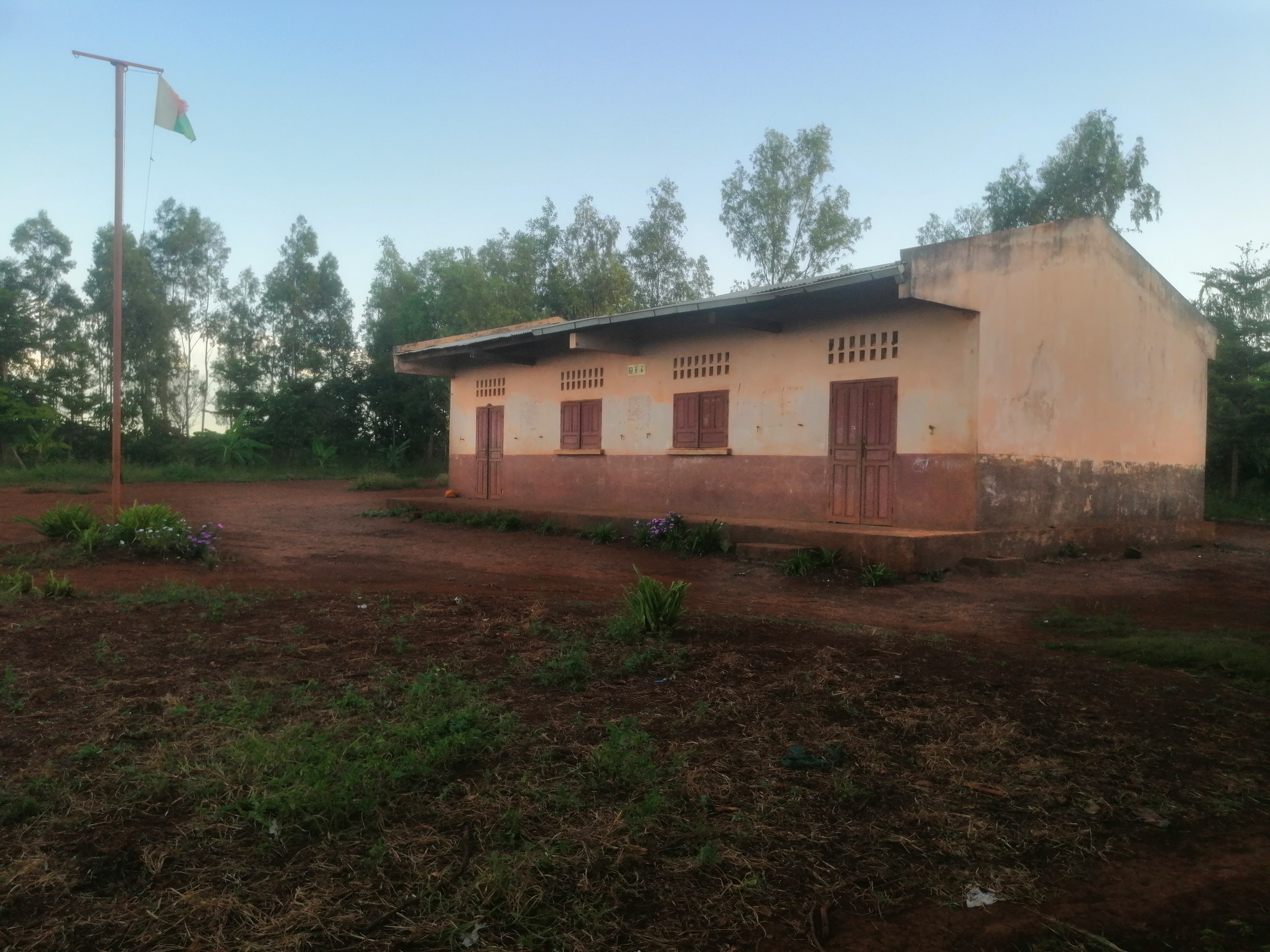
EPP Ambodimanga Antanamitarana.
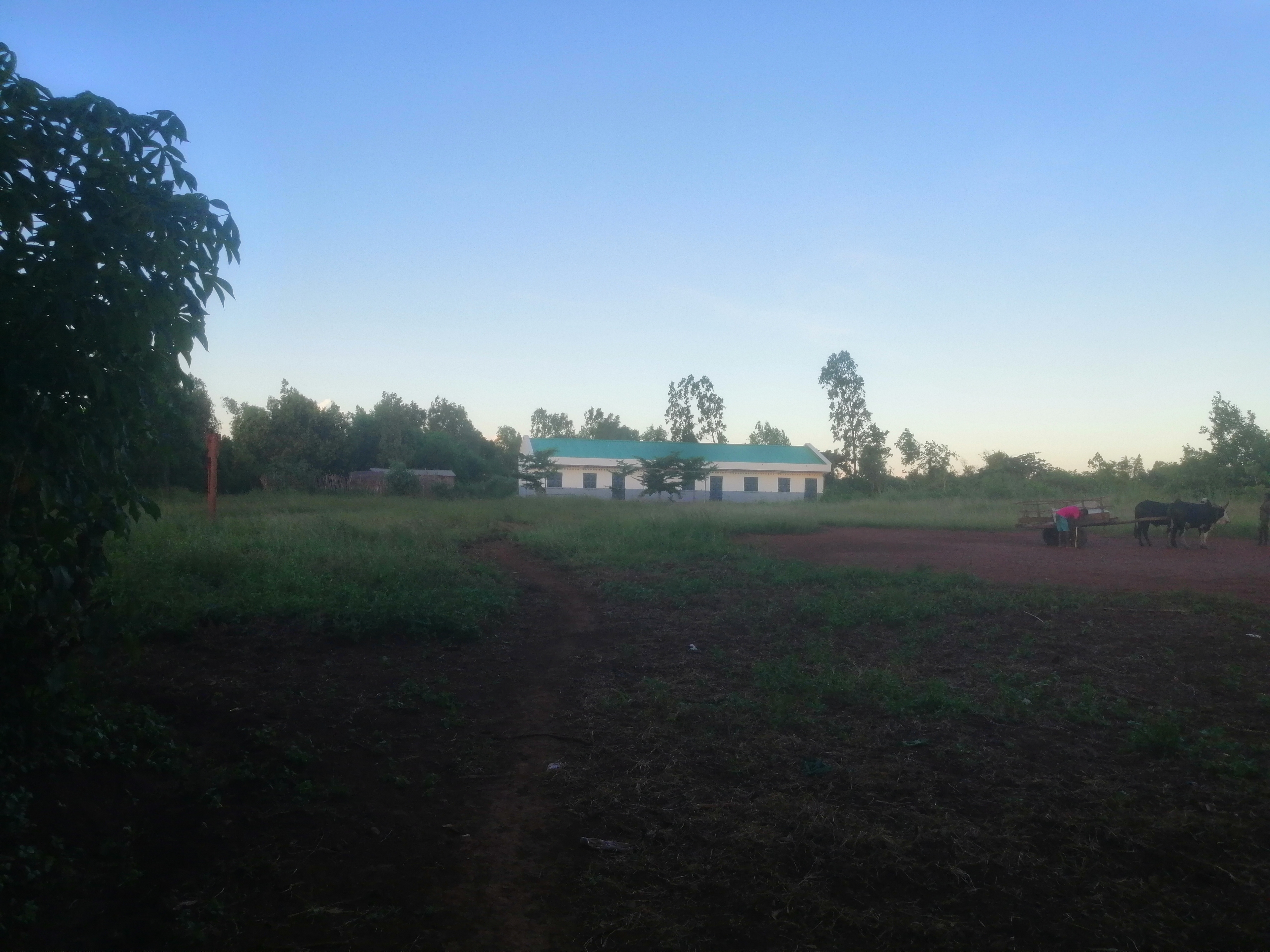
EPP Ambodimanga Antanamitarana (nouvelle construction).